# Sävtjärnen (Ovanåkers socken, Hälsingland)
Sävtjärnen är en sjö i Ovanåkers kommun i Hälsingland och ingår i Ljusnans huvudavrinningsområde. Sjön har en area på 0,0901 kvadratkilometer och ligger 153,4 meter över havet.
Sävtjärnen ligger i Sässmanområdet Natura 2000-område.

## Delavrinningsområde
Sävtjärnen ingår i det delavrinningsområde (680778-150399) som SMHI kallar för Mynnar i Voxnan. Medelhöjden är 185 meter över havet och ytan är 1,99 kvadratkilometer. Det finns ett avrinningsområde uppströms, och räknas det in blir den ackumulerade arean 4,47 kvadratkilometer. Vattendraget som avvattnar avrinningsområdet har biflödesordning 3, vilket innebär att vattnet flödar genom totalt 3 vattendrag innan det når havet efter 88 kilometer. Avrinningsområdet består mestadels av skog (22 procent) och jordbruk (49 procent). Avrinningsområdet har 0,03 kvadratkilometer vattenytor vilket ger det en sjöprocent på 1,5 procent. Bebyggelsen i området täcker en yta av 0,37 kvadratkilometer eller 18 procent av avrinningsområdet.